# Dasyscyphella
Dasyscyphella is een geslacht van schimmels uit de familie Lachnaceae. De typesoort is Dasyscyphella cassandrae.

## Soorten
Volgens Index Fungorum telt het geslacht 29 soorten (peildatum januari 2024):
| Soortnaam                                         | Auteur(s)                         | Publicatiejaar |
| ------------------------------------------------- | --------------------------------- | -------------- |
| Dasyscyphella acutipila                           | E.K. Cash                         | 1937           |
| Dasyscyphella albocitrina                         | (Cooke) Baral                     | 1993           |
| Dasyscyphella angustipila                         | Raitv.                            | 1977           |
| Dasyscyphella appressa                            | E.K. Cash                         | 1937           |
| Dasyscyphella calongei                            | R. Galán & G. Moreno              | 1984           |
| Dasyscyphella cassandrae                          | Tranzschel                        | 1898           |
| Dasyscyphella castaneicola                        | (Graddon) Raitv.                  | 2002           |
| Dasyscyphella chrysotexta                         | (I. Kušan, Matočec & Jadan) Baral | 2020           |
| Dasyscyphella cinnamomea                          | Raitv.                            | 1977           |
| Dasyscyphella claviculata (Stralend franjekelkje) | (Velen.) Baral & Svrček           | 1985           |
| Dasyscyphella conicola                            | (Rehm) Raitv. & Arendh.           | 1988           |
| Dasyscyphella dryina (Roodachtig franjekelkje)    | (P. Karst.) Raitv.                | 1970           |
| Dasyscyphella epilobii                            | Raitv. & Järv                     | 1997           |
| Dasyscyphella graminicola                         | Raitv. & Järv                     | 1997           |
| Dasyscyphella immutabilis                         | R. Galán, A. Ortega & G. Moreno   | 1984           |
| Dasyscyphella montana                             | Raitv.                            | 1977           |
| Dasyscyphella mughonicola                         | (Svrček) Raitv. & Arendh.         | 1988           |
| Dasyscyphella nivea (Sneeuwwit franjekelkje)      | (R. Hedw.) Raitv.                 | 1970           |
| Dasyscyphella norvegica                           | Raitv.                            | 2002           |
| Dasyscyphella patuloides                          | Raitv. & R. Galán                 | 1994           |
| Dasyscyphella pilosissima                         | Raitv.                            | 2002           |
| Dasyscyphella purpurea                            | Raitv.                            | 1977           |
| Dasyscyphella rubi                                | Raitv.                            | 2002           |
| Dasyscyphella schroeteriana                       | Rehm                              | 1900           |
| Dasyscyphella scirpicola                          | Raitv.                            | 2002           |
| Dasyscyphella subcorticalis                       | (Pat.) E.K. Cash                  | 1943           |
| Dasyscyphella sulphuricolor                       | (Peck) J.H. Haines                | 1989           |
| Dasyscyphella tamajonica                          | (Raitv. & R. Galán) Raitv.        | 2002           |
| Dasyscyphella vitis                               | (Schwein.) Rehm                   | 1903           |